# Hans Memling
Hans Memling o Memlinc (Seligenstadt, c 1430 – Brujas, 11 de agosto de 1494) fue un pintor alemán perteneciente a la escuela pictórica flamenca.

## Biografía
No se sabe demasiado sobre la vida de este pintor. Posiblemente de origen alemán, se piensa que se formó en algún taller de la zona del Rin o de Colonia. Está documentada su presencia en Bruselas en 1465 y en Brujas en 1466. En 1467 ingresó en la corporación de pintores de Brujas. Muchos autores defienden la teoría (reforzada por la hipótesis de Panofsky) de que fue discípulo de Rogier van der Weyden, aunque no hay documentación alguna que lo demuestre; también lo influyó Dirk Bouts, entre muchos otros. Fue un pintor muy popular, amasando gracias a su arte una fortuna considerable y llegando a ser registrado como burgués. Le llegaron encargos de otros países, como Inglaterra o España. De hecho, fue uno de los pintores favoritos de Isabel I de Castilla.
Junto a Gérard David, pertenece al grupo de pintores que recogen la tradición flamenca y reiteran las formas anteriores. Su estilo es suave y delicado, con figuras bellas y magnífico colorido. Aporta una concepción germánica, sensual, de la belleza humana y de los destacados fondos paisajísticos de sus cuadros.
Suele ser pintor de Vírgenes con el Niño, rodeada de ángeles músicos. Normalmente se trata de dípticos y trípticos en que la Virgen está en una tabla y, en la otra, los donantes. No obstante, con el transcurso de los siglos, las tablas han acabado separadas en muchos casos.

## Obras

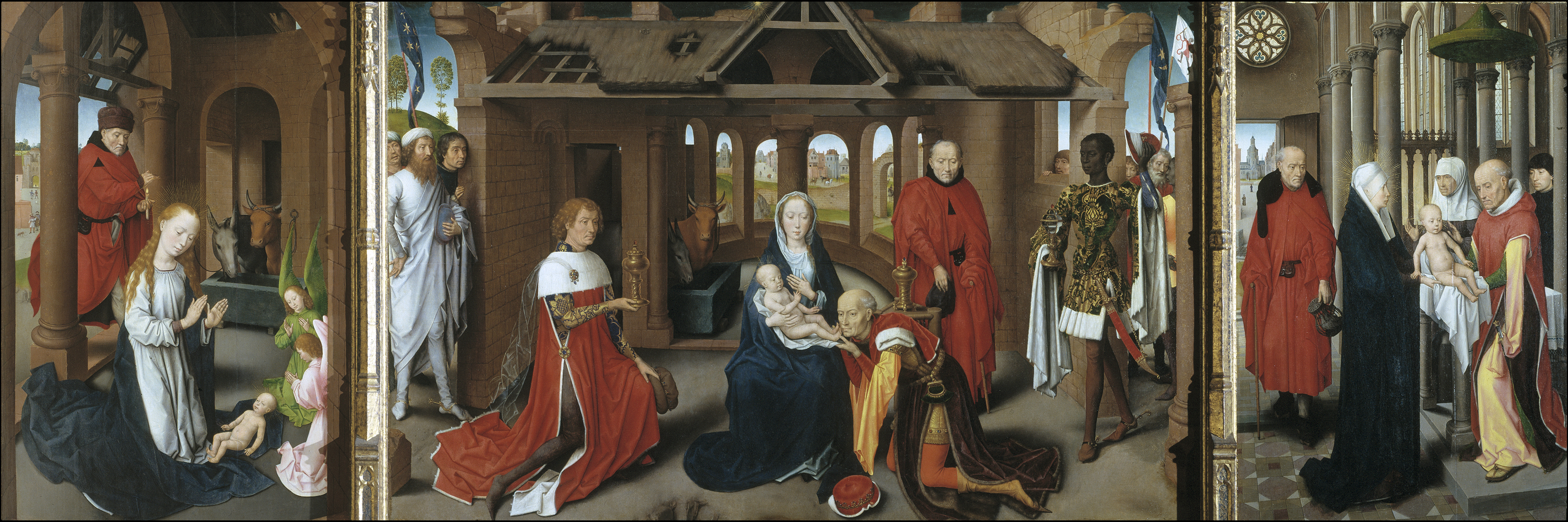
Tríptico de la Adoración de los Magos, hacia 1479-1480, óleo sobre tabla, 96 x 147.5 cm (panel central), 98 x 63 cm (panel derecho), 98 x 63.5 cm (panel izquierdo). Madrid. Museo del Prado.

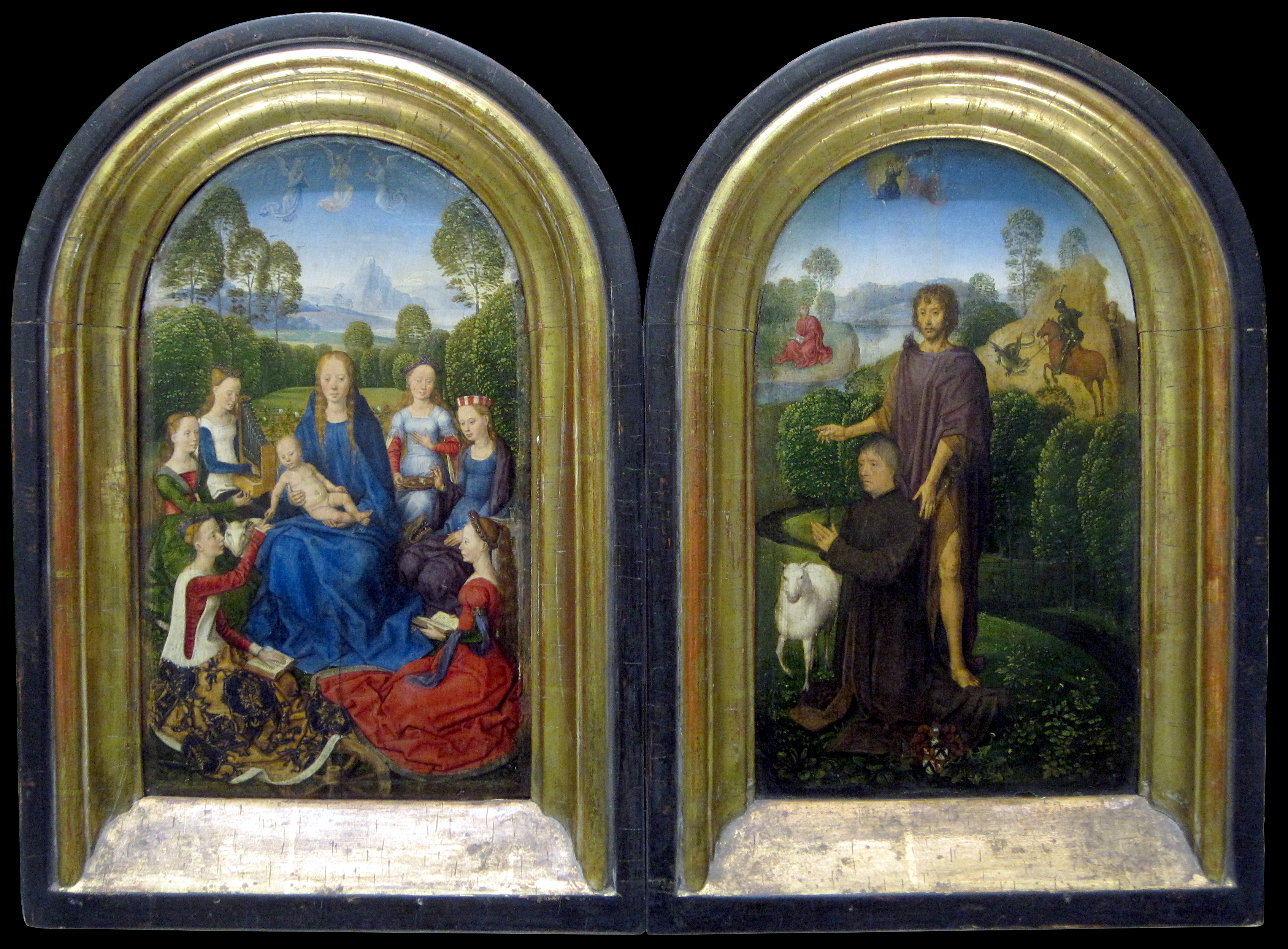
Díptico de Jan du Cellier, Louvre.

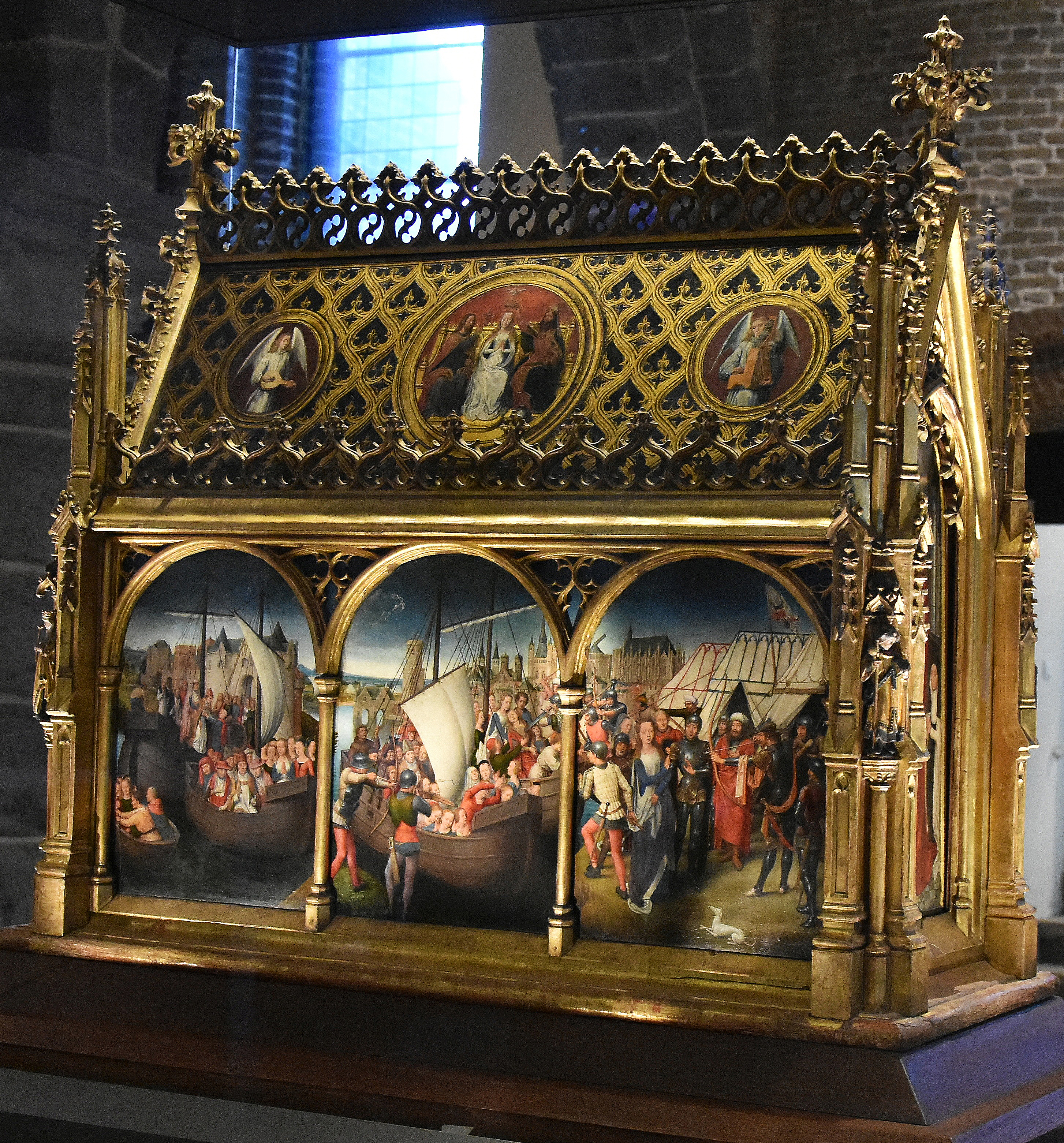
Caja de las reliquias de Santa Úrsula.

- El Juicio Final, conservado en el Museo Nacional de Gdansk, en Polonia.
- Arqueta de Santa Úrsula o Caja de las Reliquias de Santa Úrsula y de las Once Mil Vírgenes (antes de 1489), donde se encuentran las reliquias de Santa Úrsula, conservada en el Museo Memling de Brujas.
- En el Museo del Prado se conservan una Virgen con el Niño y ángeles y el Tríptico de La Epifanía, formado por las tablas de la Natividad, La Adoración de los Magos y La Purificación, que perteneció a Carlos V.
- Retablo de la Virgen, 1468, National Gallery de Londres.
- Retrato de una anciana c. 1470 Museo del Louvre, París.
- Tríptico de las Bodas místicas de Santa Catalina, 1479, Museo Memling, Brujas.
- Escenas de la vida de la Virgen, 1480, Alte Pinakothek, Múnich.
- Anunciación c. 1482, Museo Metropolitano de Arte.
- Díptico de San Juan Bautista y Verónica, 1483
  - San Juan Bautista, Alte Pinakothek, Múnich.
  - Santa Verónica, National Gallery of Art, Washington
- Retrato de un joven rezando, h. 1480-1485
- Díptico de la Virgen con Maarten van Nieuwenhove, 1487, Museo Memling, Brujas.
- La Virgen y el Niño Jesús, Uffizi, Florencia.
- Retrato de hombre con bodegón en el reverso, Museo Thyssen-Bornemisza, Madrid.
- Retablo de Santa María la Real de Nájera c. 1489, Museo Real de Bellas Artes de Amberes.
- La Piedad, Palazzo Doria-Pamphili, Roma.
- Tablas de Almazán.

## Honores
El asteroide (9562) Memling fue llamado así en su honor.

## Galería

Cinco tablas de altar de Lübeck
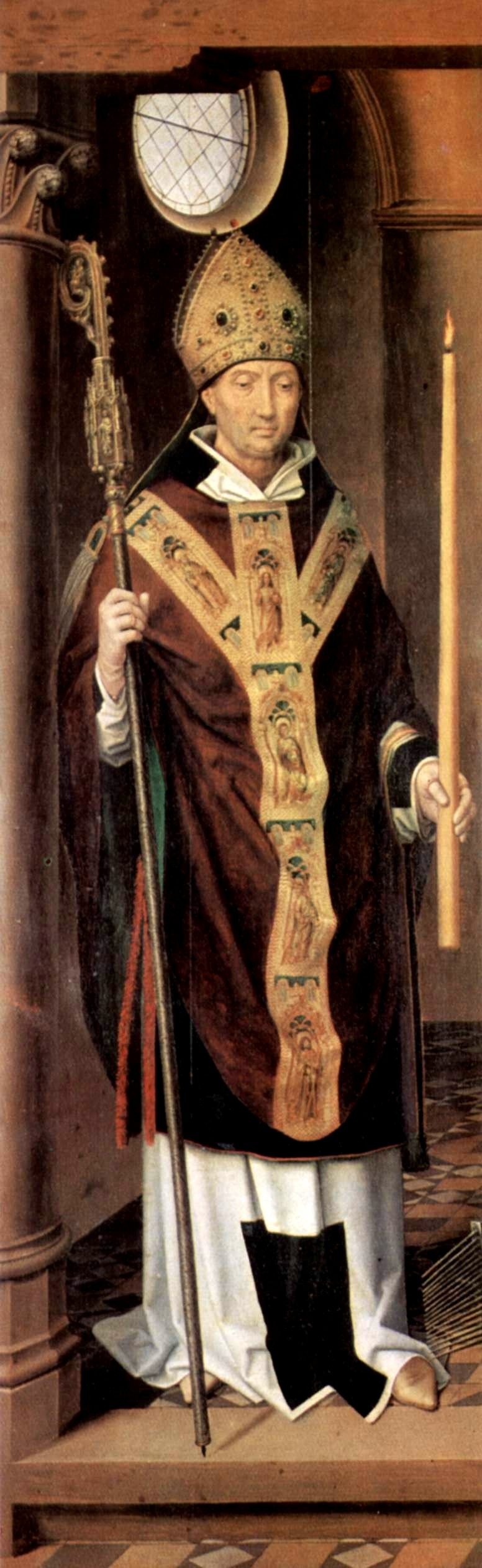
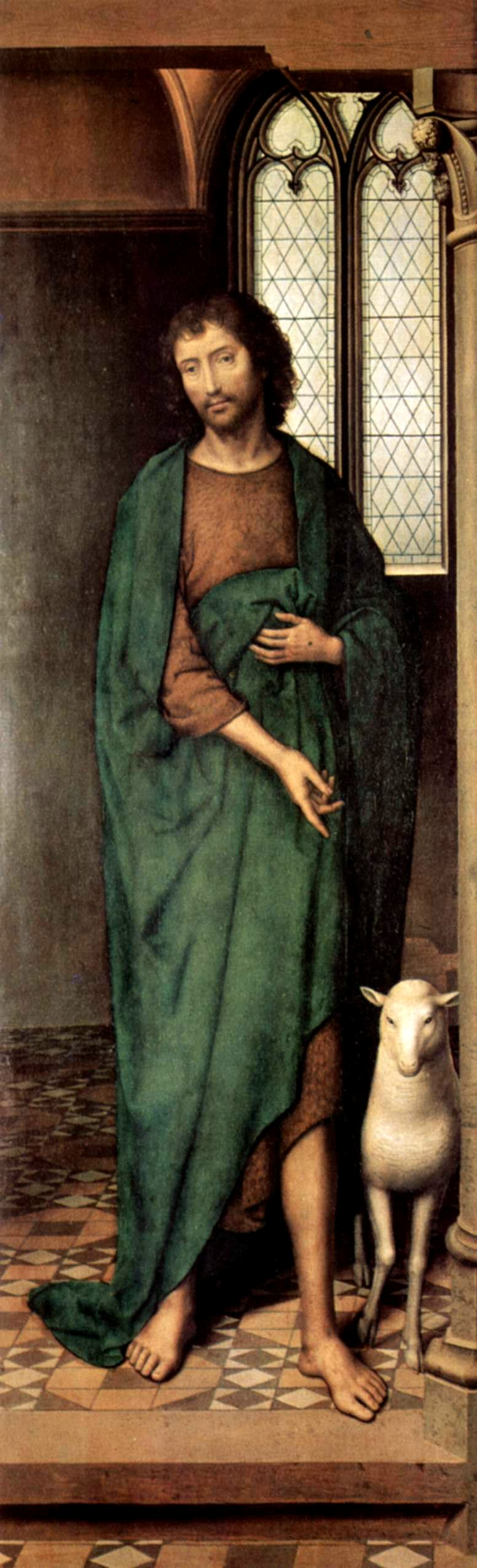
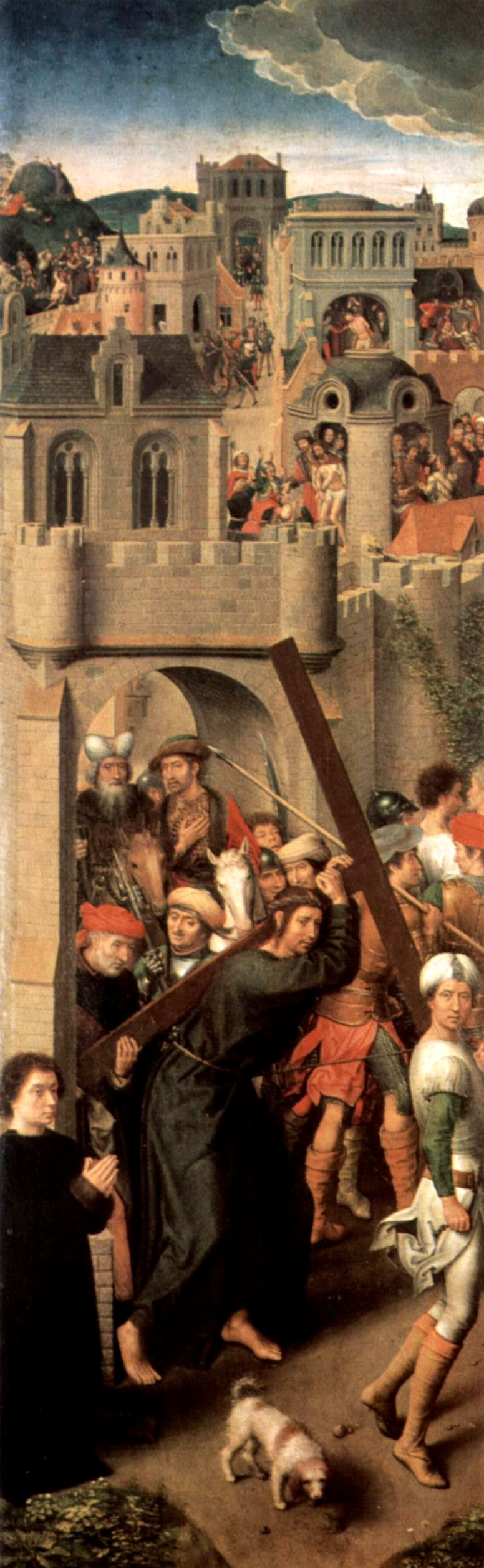
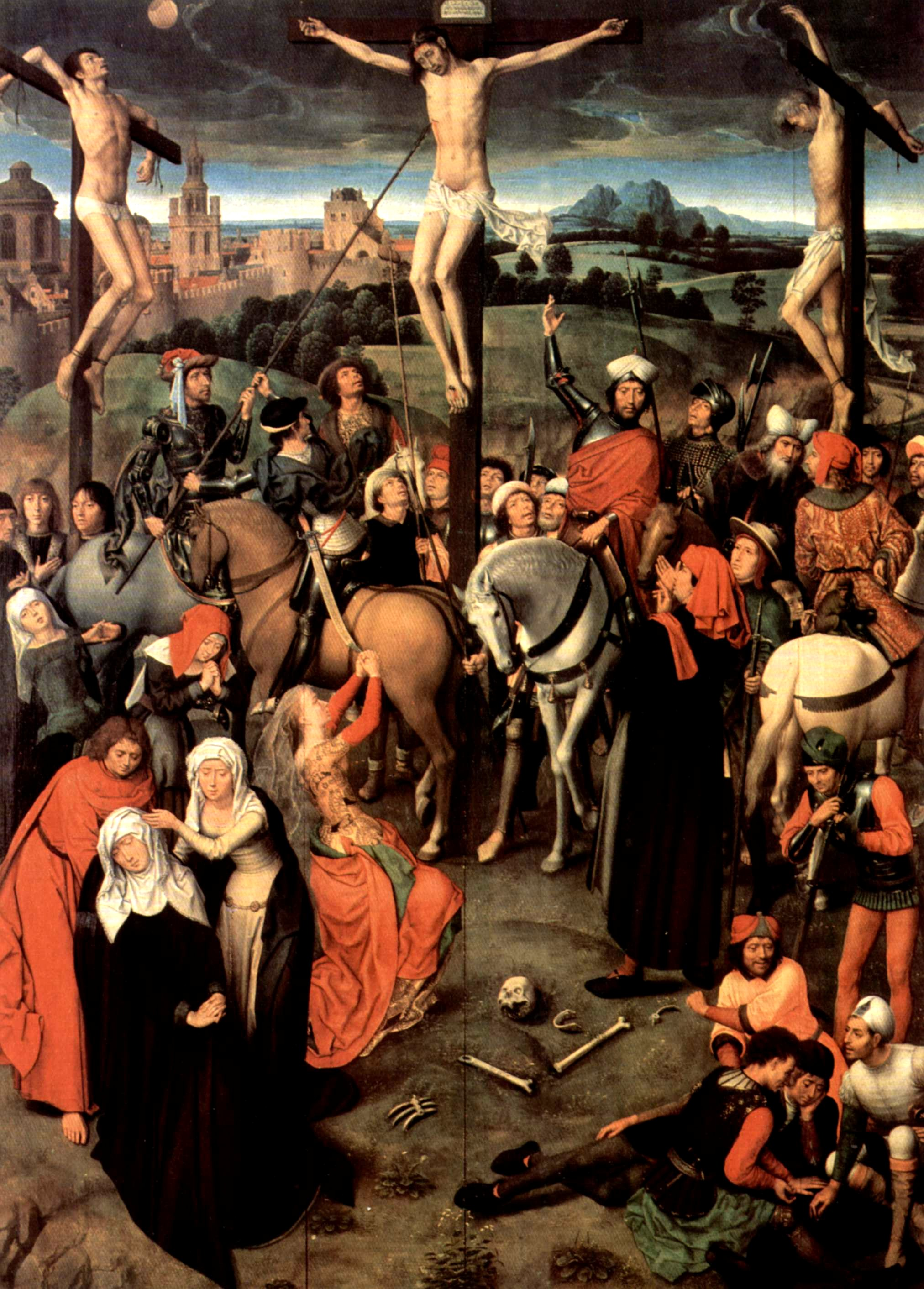
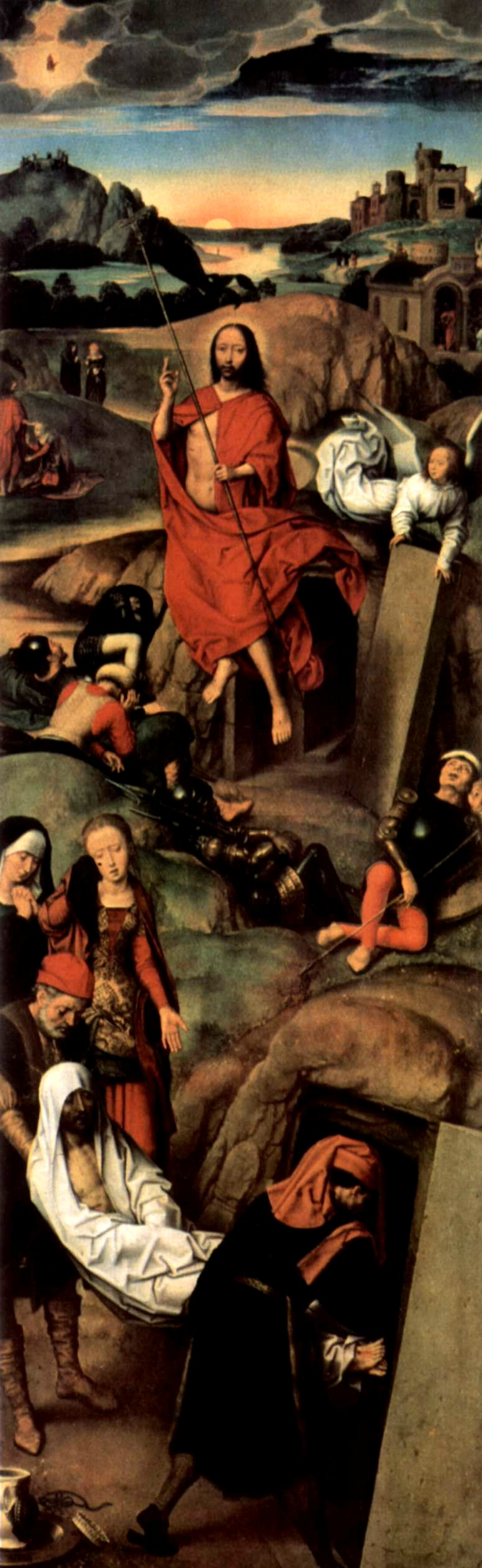
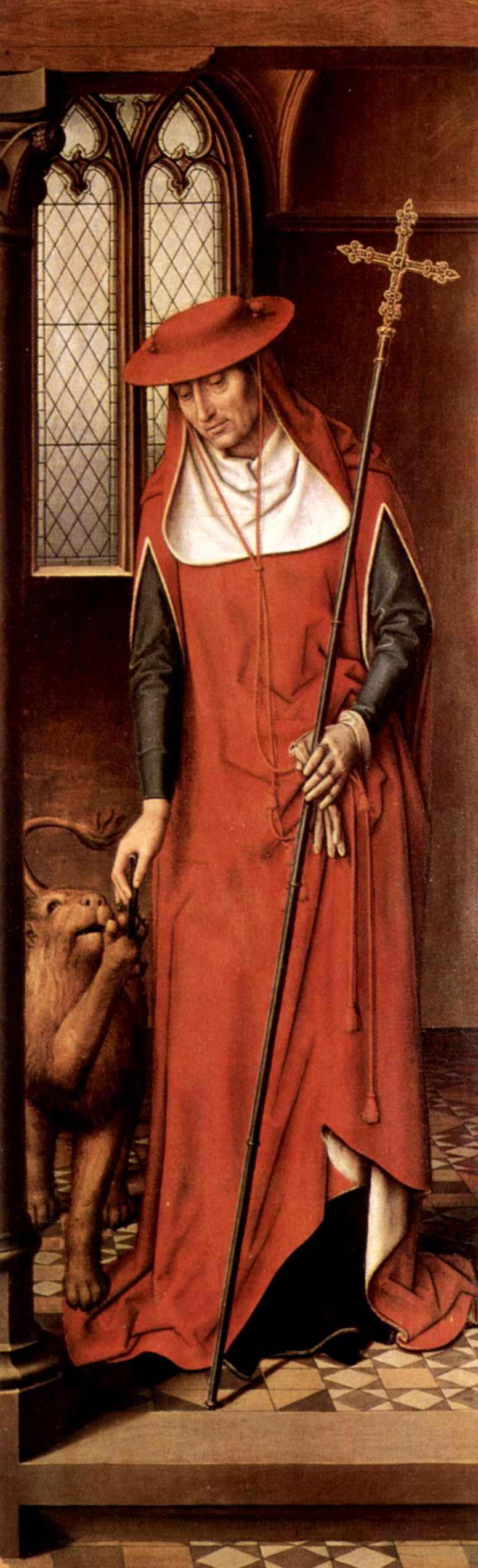
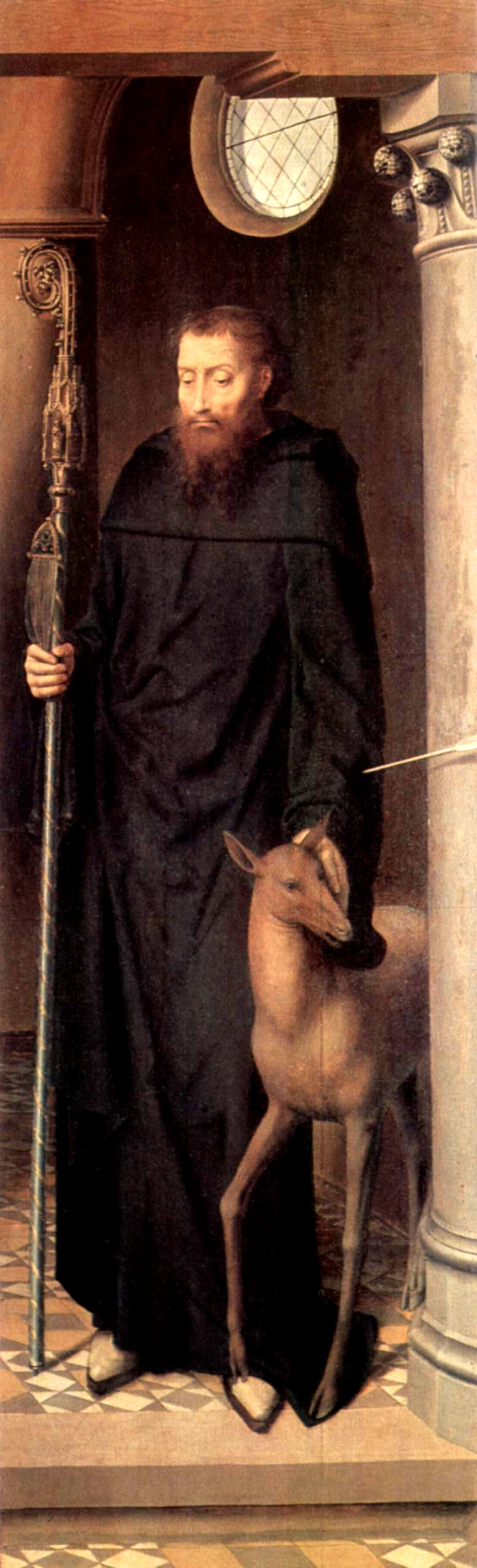

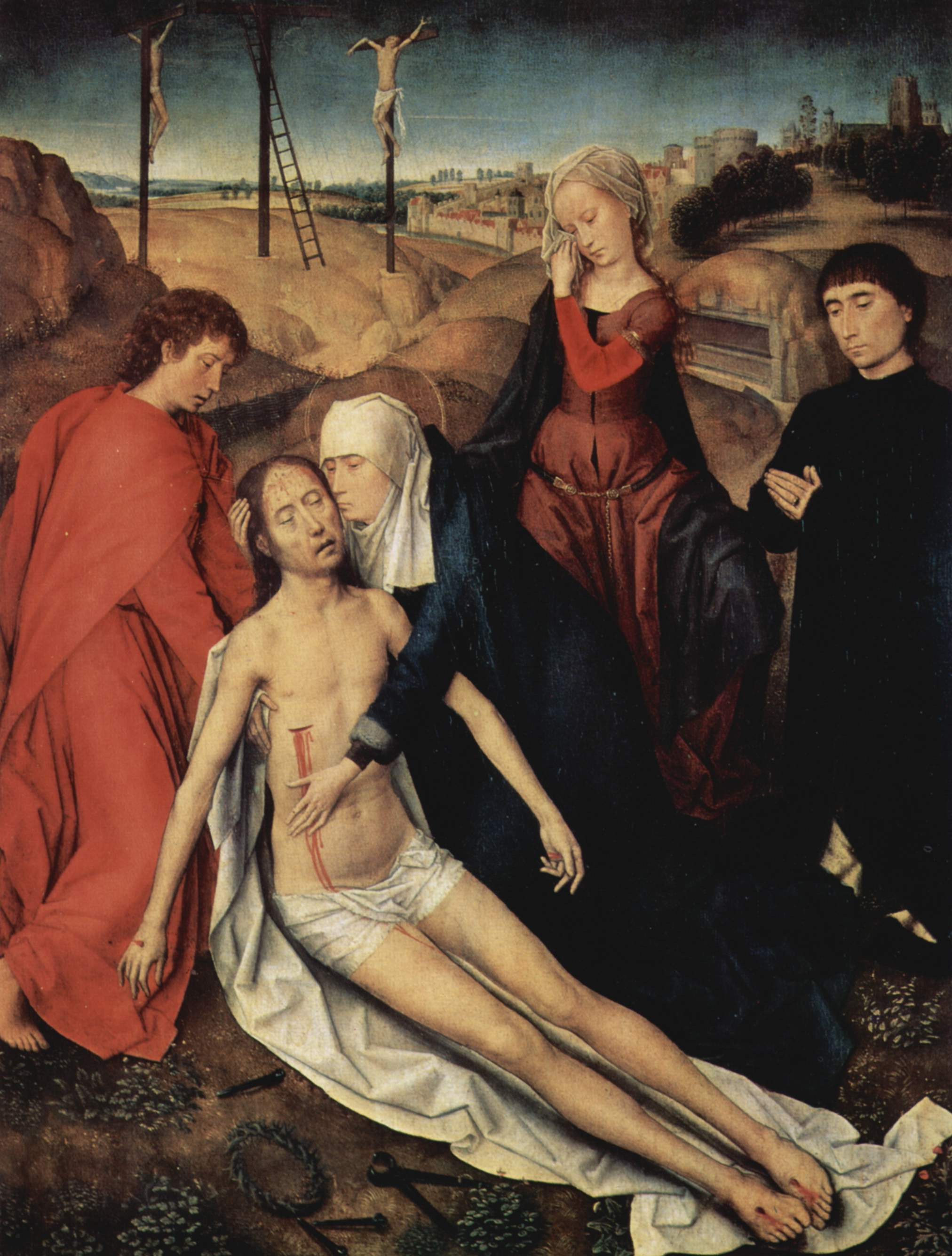
La Piedad, h. 1470, Palazzo Doria-Pamphili, Roma
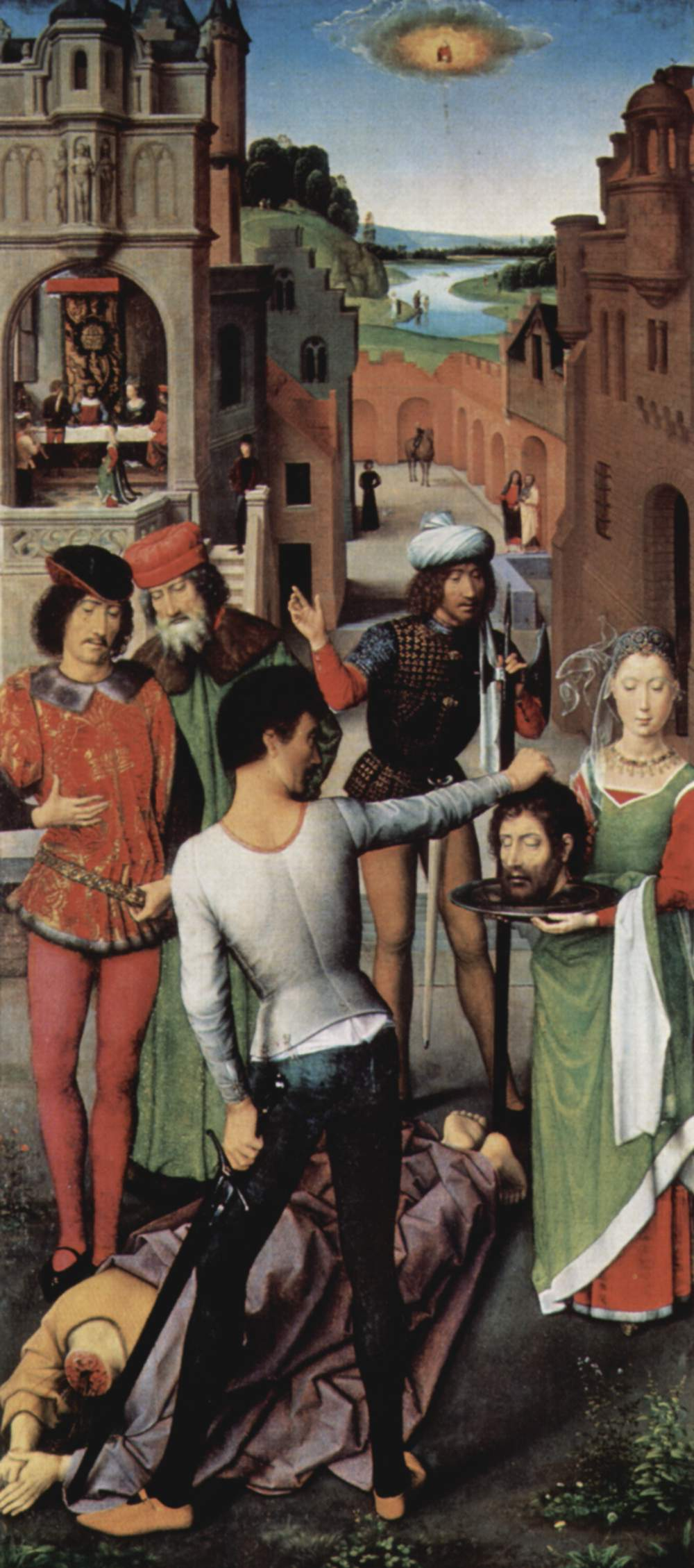
Retablo de las Bodas místicas de santa Catalina de Alejandría, detalle: Decapitación del Bautista
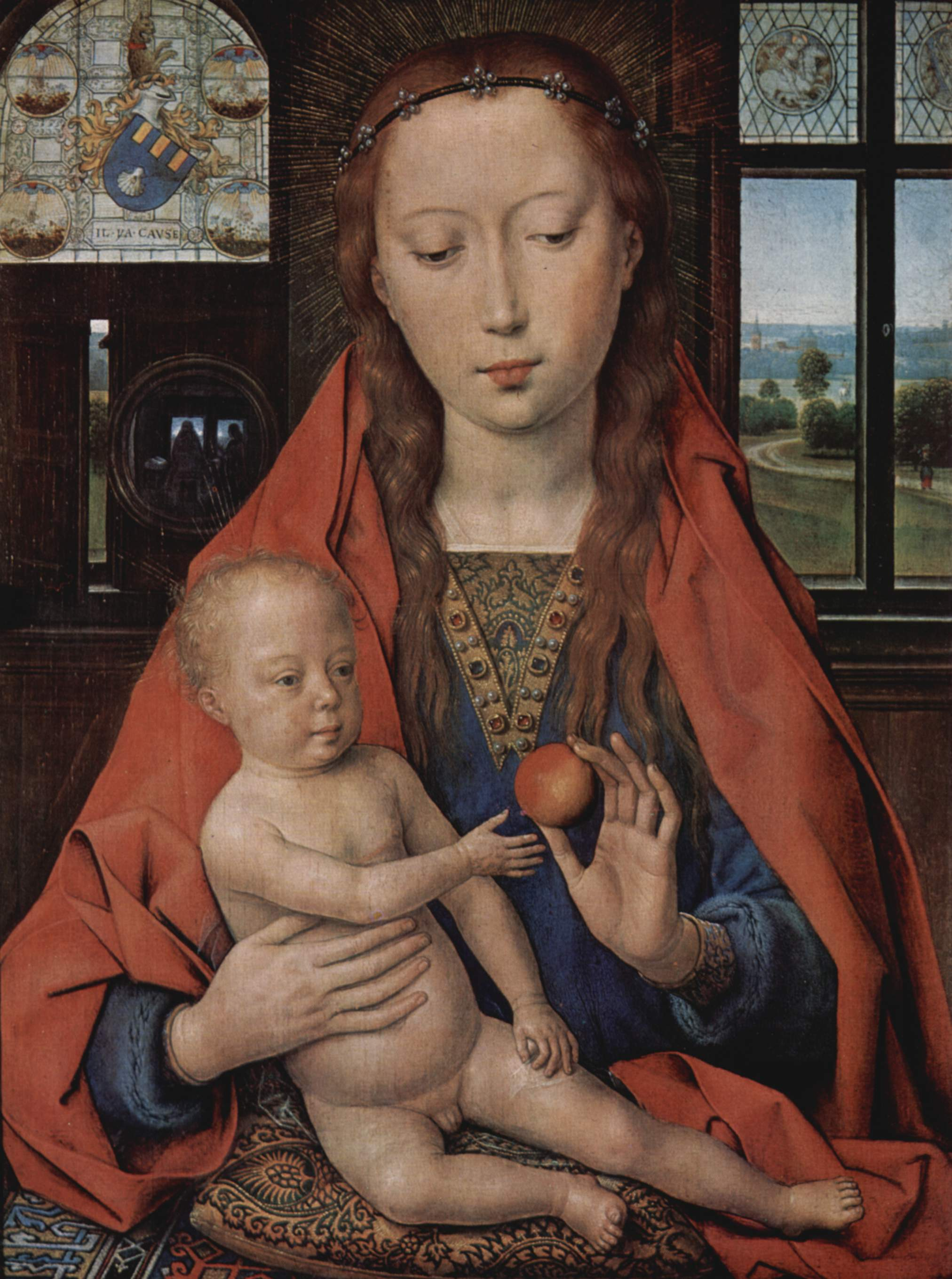
Díptico de la Virgen y Martin van Nieuwenhove, detalle: Virgen y Niño, 1487, Museo Memling, Brujas